# یواس‌اس مک‌کین (دی‌دی-۷۸۴)
یواس‌اس مک‌کین (دی‌دی-۷۸۴) (به انگلیسی: USS McKean (DD-784)) یک کشتی بود که طول آن ۳۹۰ فوت ۶ اینچ (۱۱۹٫۰۲ متر) بود. این کشتی در سال ۱۹۴۵ ساخته شد.